# Günter Albert Schulz
Günter Albert Schulz (* 21. August 1921 in Stettin; † 19. Juni 2004 in Leipzig) war ein deutscher Maler und Hochschullehrer.

## Leben
Geboren in Stettin als Sohn eines Verlegers, besuchte Schulz von 1939 bis 1941 die Kunstgewerbeschule Stettin. Das Studium an der Akademie für graphische Künste und Buchgewerbe 1942–1944 musste er wegen seiner Einberufung zur Wehrmacht abbrechen. Von 1959 bis 1976 war er Lehrer im Fachbereich Kunsterziehung an der Karl-Marx-Universität Leipzig. Entsprechend der kulturpolitischen Forderung an die Künstler, zur künstlerischen Arbeit „an die Basis“ zu gehen, arbeitete er 1959 mit Harry Blume auf der MTS Ehrenberg.
Ab 1976 war Schulz in Leipzig freischaffend tätig. In den 1950er Jahren befasste er sich mit realistischer sozialistischer Historienmalerei.
Ab 1965 wandte er sich Naturalbildern zu, später Schwarz-Weiß-Techniken wie Zinkografie und  Algraphie.
Inspiriert durch eine Reise nach Bulgarien, schuf Schulz wieder farbige Malerei. Seine Stillleben zeigen Personen im gesellschaftlichen Kontext. Später malte er abstrakt.
Sein Wandgemälde in der Grundschule Beucha in Kasein-Secco-Technik zählt neben den Wandgemälden von Max Uhlig und Frederike Schubert im Hörsaal des anatomischen Instituts der Fakultät für Humanmedizin in Leipzig zu den bedeutendsten Wandgemälde der 1950er Jahre.
Schulz war bis 1990 Mitglied des Verbands Bildender Künstler der DDR. Er hatte in der DDR eine bedeutende Anzahl von Einzelausstellungen und war auf den meisten wichtigen überregionalen Ausstellungen vertreten, u. a. von 1953 bis 1988, außer 1977/1978, auf allen Deutschen Kunstausstellungen bzw. Kunstausstellungen der DDR in Dresden.

## Fotografische Darstellung des Künstlers
- Roger Rössing: Porträt des Malers Günter Albert Schulz an seiner Zeichnung eines Teils des Triptychons „1. Mai - Festtag des ganzen Volkes“ (1951)[1]

## Museen und öffentliche Sammlungen mit Werken Schulz‘ (unvollständig)
- Altenburg: Lindenau-Museum
- Halle/Saale: Kunstmuseum Moritzburg
- Leipzig: Museum der bildenden Künste
- Leipzig: Kunsthalle der Sparkasse Leipzig[2]
- Magdeburg: Kulturhistorisches Museum Magdeburg
- München: Pinakothek der Moderne

## Weitere Werkbeispiele

### Tafelbilder
- Der 8. November 1918 in Leipzig (Öl, um 1952)
- Abend vor dem Kulturhaus (Öl, 1960, 135 × 165 cm)[3]
- Selbstbildnis (Öl auf Leinwand, 112 × 90 cm, 1980/81)[4]

- Bildnis des Traktoristenlehrlings (Öl, 90 × 66 cm, 1959)[5]

- Horst Gustavus, Lehrausbilder auf der MTS Ehrenberg (Öl, 53 × 38 cm, 1959)[6]

### Druckgrafik
- Leipzig. Zehn Stadtansichten (um 1970, Algrafien)